# Anhanguera (Goiás)
Anhanguera é um município brasileiro do interior do estado de Goiás, Região Centro-Oeste do país. Sua população, segundo censo do Instituto Brasileiro de Geografia e Estatística (IBGE) é de 924 habitantes em 2022. A área total do município de Anhanguera é de 44 km², tornando-o o menor município do Estado de Goiás, tanto em população, quanto em área, e ficando entre os menores municípios do Brasil. Seu nome anhanga + -ûer(a), pode estar significando diabo velho.

## História
Segundo dados do IBGE, a região onde hoje se localiza o município de Anhanguera, pertenceu a Sesmaria de Campo Limpo, atual cidade de Goiandira. A região era uma pequena extensão de terras adquiridas pelo Coronel Onofre Ferreira da Sesmaria de Campo Limpo, a gleba de terras passou a ser conhecida como Fazenda Santa Rosa. As terras da Sesmaria de Campo Limpo, adquiridas por Onofre Ferreira, viriam a ser, onde se formaria a atual cidade de Anhanguera, a partir de 1930, sob a influência da estrada de ferro na região a partir de 1913.
A história do Sudeste Goiano, a partir do início do século XX, é a história da estrada de ferro em Goiás. Grande parte de suas cidades originou-se de antigas estações ferroviárias (Estevam, 1998). A região onde hoje se localiza o município de Anhanguera - GO foi a primeira a ser servida pela Estrada de Ferro Goiás. A Estrada de Ferro Goiás, contava com duas estações, a Estação Engenheiro Bethout às margens do rio Paranaíba em Minas Gerais no quilômetro 53 e a Estação Anhanguera às margens do ribeirão Pirapitinga no quilômetro 54. Na região além de Anhanguera formou-se as margens do rio Paranaíba no estado de Minas Gerais, um povoado em torno da Estação Engenheiro Bethout. O povoado foi formado por turmeiros, comerciantes sírios e libaneses, que vieram para a região comercializar através da estrada de ferro. Havendo assim um comércio intermediário no povoado.
A Estação Anhanguera estava localizada às margens do ribeirão Pirapitinga na Fazenda Santa Rosa do Coronel Onofre Ferreira. A formação de um núcleo populacional em torno da Estação a partir de 1913, não foi possível devido à resistência de Onofre Ferreira em permitir ocupação populacional em suas terras. Anhanguera até final da década de 1950 recebeu comboios de carro-de-bois; eles vinham até a Estação Anhanguera, trazer e buscar mercadorias. Podemos analisar a presença do carro-de-bois, como um jogo de relação, onde um serviria aos propósitos de expansão do outro. Pois havia ainda nesse período um vasto território que não era alcançado pela ferrovia e o carro-de-bois fazia todo esse caminho. O meio de transporte trazia até a Estação de Anhanguera, toda a produção proveniente da região de Corumbaíba e de outras regiões como, Caldas Novas, Marzagão, Clube Azul e Buriti Alegre.
A Igreja Nossa Senhora Aparecida, foi uma das primeiras construções realizadas na cidade, ela ficava próxima a Casa de comércio Godoy, que se localizava próximo a Serra. Com a abertura das terras para formação de um núcleo populacional, Anhanguera cresce aos fundos da igreja. Na década de 1990, é realizada uma reforma na Igreja Nossa Senhora Aparecida e nesse processo e mudada a direção da porta mesma.
Anhanguera foi oficialmente reconhecida como distrito de Cumari em 11 de fevereiro de 1948, pela lei municipal nº 15. Cinco anos depois, em 5 de novembro de 1953, ela foi desmembrada pela lei estadual nº 857, tornando-se município autônomo.

## Educação
O município conta com duas unidades de Ensino. Uma na rede municipal e outra na rede estadual.
Em 1984, foi fundado o Pré Escolar Municipal Joãozinho e Maria pela Lei de criação nº 237/84. Em 1998, com a obrigatoriedade da municipalização do Ensino Fundamental, o Pré Escolar Municipal Joãozinho e Maria assume curso de 1ª a 4ª série, hoje 1º a 5º ano, até então de responsabilidade do Estado, deixando de ser assim denominada, tornando-se Escola Municipal Joãozinho e Maria, transição esta que deveria ser gradativa, e não aconteceu em sua totalidade até o presente momento. No ano de 1999, foi inaugurada instalação própria, onde abriga a nova sede da Escola Municipal Joãozinho e Maria até o presente momento.
A unidade da rede estadual é o Colégio Estadual Adelino Antônio Gomides.

## Saúde
Possui um Posto de Saúde.

## Lazer
- Praça da Matriz
- Praça da Margem ao Rio Paranaíba
- Academia ao Ar Livre
- Praça Igreja Nossa Senhora Aparecida

## Esporte
- Anhanguera Esporte Clube
- Estádio Municipal
- Quadra Municipal de Esportes